# Фусса (вулкан)
Вулкан Фусса — діючий вулкан на острові Парамушир Великої Курильської гряди.
Складний стратовулкан з вершинним кратером. Висота 1772 м. Вулкан утворює півострів Фусса в південно-західній частині Парамуширу. Являє собою правильний зрізаний конус із кратером на вершині діаметром до 700 м і глибиною до 300 м. Складений андезитами. Вік вулкана — 40-50 тис. років.
Відомо тільки одне історичне виверження в 1854 році. У даний час фіксується фумарольна активність.
Відкритий у 1805 році під час Першої навколосвітньої експедиції Крузенштерна і названий на честь російського академіка М. І. Фусса.

## Флора
Основа вулкана усіяна густою рослинністю — жимолостю, шипшиною, чорницею, моховиками, мохами та іншими. На висоті близько 600 метрів, вільхові ліси заввишки від 5 до 6 метрів. Більше 1370 м рослини більше не ростуть, а рельєф покритий тільки вулканічними бомбами і шлаком